# Donji Drežanj
Donji Drežanj (cyr. Доњи Дрежањ) – wieś w Bośni i Hercegowinie, w Republice Serbskiej, w gminie Nevesinje. W 2013 roku liczyła 98 mieszkańców.